# Mount Cap Formation
Die Mount Cap Formation ist eine geologische Formation im nördlichen Kanada. Sie erstreckt sich über Bereiche der Mackenzie Mountains, sowie der östlich des Mackenzie Rivers gelegenen Franklin Mountains in den Northwest Territories bis ins Gebiet des Bluenose Lake in Nunavut. Benannt ist die paläozoische Formation nach dem Mount Cap (auch Cap Mountain), der mit 1570 m die höchste Erhebung der Franklin Mountains ist.
Unterlagert wird die Mount Cap Formation von der Mount Clark Formation und überlagert von der Saline River Formation. Die Mount Cap Formation enthält Mikrofossilien im dort anstehenden Burgess-Schiefer. Datiert wird die Formation in das mittlere Kambrium.
Die Formation wurde erstmals von Howel Williams 1923 beschrieben als eine im Südwesten von Fort Norman vorkommende Folge von grünen, limonitischen, dünnschichtigen Sandsteinen und grünen, limonitischen, spaltbaren Tonsteinen. Im Bereich des Bluenose Lake besteht die Formation aus grünem, grauem und rotem Schiefer, der sich mit Bänken aus glaukonitischem Sand- und Schluffstein abwechselt. Auch orangefarben verwitterter Dolomit ist in einigen Abschnitten zu finden. In einzelnen Aufschlüssen, die hauptsächlich an oder in der Nähe tief eingeschnittener Wasserläufe zu finden sind, treten auch grüner Dolomit und Schiefer zutage. Die Mount Cap Formation weist Kennzeichen einer starken Bioturbation, insbesondere Spuren von Würmern, auf.
Die maximale Mächtigkeit der Mount Cap Formation wurde im Gebiet des Erly Lake mit etwa 70 Metern gemessen, es wird angenommen, dass die Formation relativ gleichmäßig mächtig ist. Die Entstehung der Formation wird durch Ablagerungen in flachem, ufernahem Meerwasser erklärt.